# Carsten Embach
Carsten Embach (Stralsund, RDA, 12 de octubre de 1968) es un deportista alemán que compitió en bobsleigh en la modalidad cuádruple.
Participó en dos Juegos Olímpicos de Invierno, obteniendo dos medallas en la prueba cuádruple, bronce en Lillehammer 1994 (junto con Wolfgang Hoppe, Ulf Hielscher y René Hannemann) y oro en Salt Lake City 2002 (con André Lange, Enrico Kühn y Kevin Kuske).
Ganó seis medallas en el Campeonato Mundial de Bobsleigh entre los años 1995 y 2003, y seis medallas en el Campeonato Europeo de Bobsleigh entre los años 1995 y 2003.

## Palmarés internacional
| Juegos Olímpicos   | Juegos Olímpicos                | Juegos Olímpicos  | Juegos Olímpicos |
| Año                | Lugar                           | Medalla           | Prueba           |
| ------------------ | ------------------------------- | ----------------- | ---------------- |
| 1994               | Lillehammer (Noruega)           | Medalla de bronce | Cuádruple        |
| 2002               | Salt Lake City (Estados Unidos) | Medalla de oro    | Cuádruple        |
| Campeonato Mundial |                                 |                   |                  |
| Año                | Lugar                           | Medalla           | Prueba           |
| 1995               | Winterberg (Alemania)           | Medalla de oro    | Cuádruple        |
| 1996               | Calgary (Canadá)                | Medalla de bronce | Cuádruple        |
| 1997               | Sankt Moritz (Suiza)            | Medalla de oro    | Cuádruple        |
| 2000               | Altenberg (Alemania)            | Medalla de oro    | Cuádruple        |
| 2001               | Sankt Moritz (Suiza)            | Medalla de plata  | Cuádruple        |
| 2003               | Lake Placid (Estados Unidos)    | Medalla de oro    | Cuádruple        |
| Campeonato Europeo |                                 |                   |                  |
| Año                | Lugar                           | Medalla           | Prueba           |
| 1995               | Altenberg (Alemania)            | Medalla de oro    | Cuádruple        |
| 1996               | Sankt Moritz (Suiza)            | Medalla de plata  | Cuádruple        |
| 1999               | Winterberg (Alemania)           | Medalla de bronce | Cuádruple        |
| 2001               | Königssee (Alemania)            | Medalla de bronce | Cuádruple        |
| 2002               | Cortina d'Ampezzo (Italia)      | Medalla de oro    | Cuádruple        |
| 2003               | Winterberg (Alemania)           | Medalla de plata  | Cuádruple        |